# Franz Adolf von Berlepsch
Franz Adolf Fridrich, svobodný pán von Berlepsch (14. prosince 1875 Býchory – 29. října 1914 Racławice u Miechówa) byl česko-německý šlechtic a voják, vojenský pilot c. k. Rakousko-uherského letectva. Roku 1911 se stal prvním vycvičeným pilotem armádních vzducholodí v Rakousku-Uhersku a zastával také funkci prvního velitele rakousko-uherských vzduchoplaveckých jednotek. Zahynul při či následkem bojovém nasazení na východní frontě v prvních měsících první světové války.

## Životopis

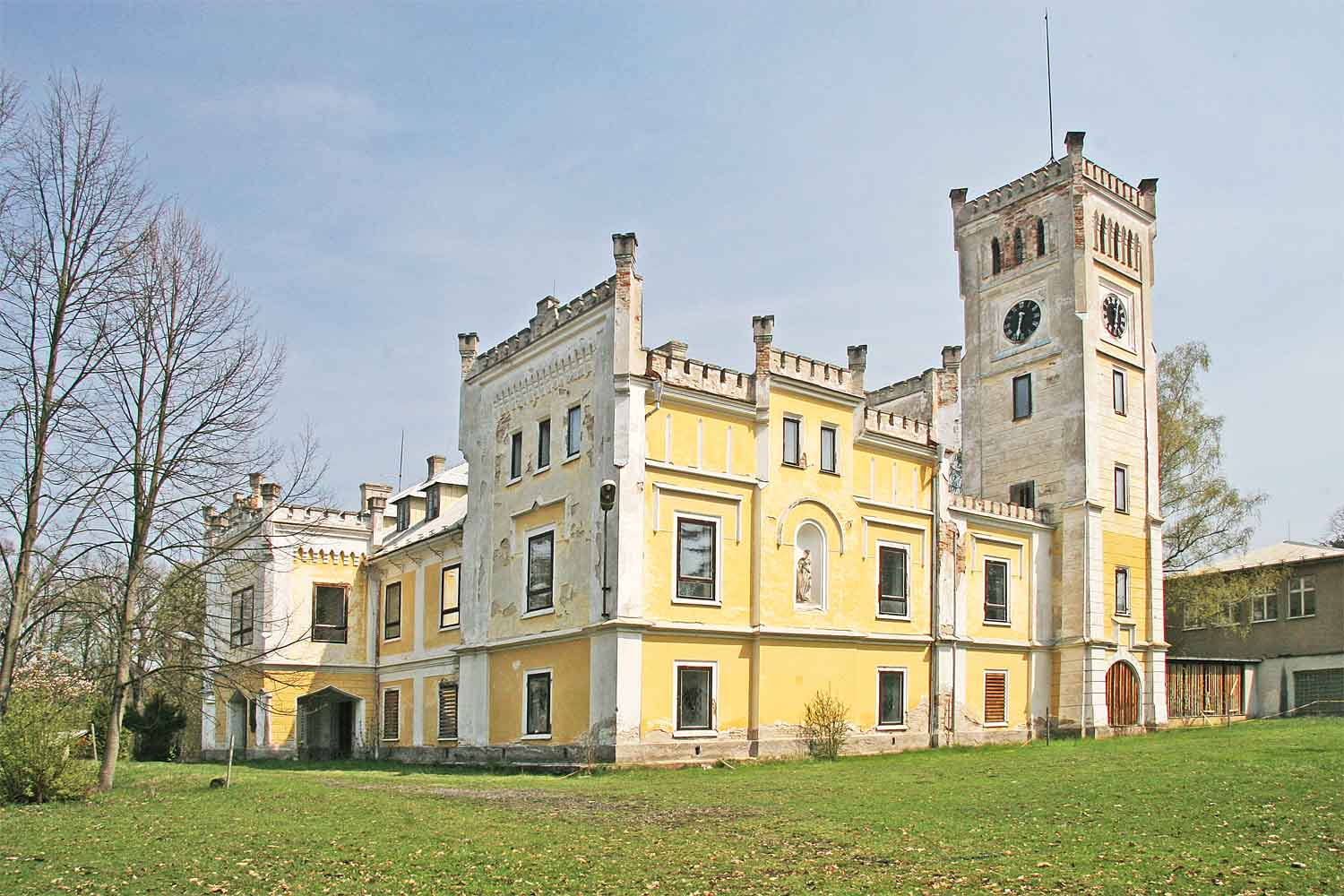
Zámeček v Býchorech

### Mládí
Narodil se na rodinném sídle Horskyfeld v Býchorech nedaleko Kolína v rodině Heinricha Carla von Berlepsche (1826–1910) a jeho druhé manželky Adeliny Klary Freifrau von Berlepsch (1840–1896), rozené von Horskyfeld. Otec pocházel z německé šlechtické rodiny. Jeho dědečkem z matčiny strany byl František Horský von Horskyfeld, stavebník sídla Horskyfeld, zemědělský inovátor a úspěšný podnikatel povýšený do šlechtického stavu. Dědem z otcovy strany pak byl Gottlob Franz August Adolph svobodný pán von Berlepsch.

### Vojenská kariéra
Absolvoval kadetní školu a narukoval do rakousko-uherské armády. Roku 1897 se stal důstojníkem. Následně absolvoval vyšší vojenské vzdělání a rovněž automobilový a pilotní kurz. Od roku 1905 byl pak zařazen k aeronautické jednotce císařské armády v rámci c. k. letectva a zároveň působil v instituci Militäräronautischen Anstalt (Vojenský letecký ústav), který později vedl. Poku 1907 pak dokončil kurz pilota pozorovacího balonu. Roku 1909 je uváděn jako velitel celé jednotky. Rovněž byl členem Wiener (později k. k. Österreichischen) Aëro-Clubu.

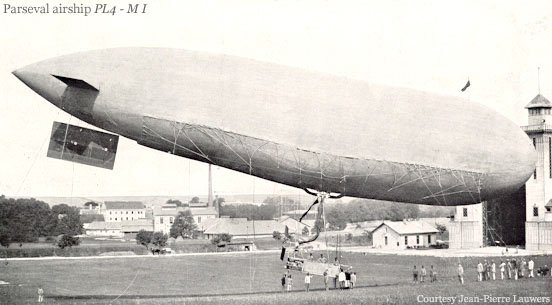
Rakousko-uherská armádní vzducholoď Parseval PL 4, se kterou von Berlepsch uskutečnil první c. k. armádní let vzducholodi

Roku 1911 pak po absolvování leteckých zkoušek získal pilotní diplom pro pilotování řiditelných vzducholodí a byl zařazen do jako kurýrní a průzkumný pilot. Jeho jednotka mohla operovat s celkem čtyřmi vzducholoděmi různých typů a konstrukcí po jednom kusu od výrobců: Parseval PL 4, dále pak Lebaudy, Körting a Boemches. Právě se strojem Parseval PL 4 provedl jako pilot první let rakousko-uherské vojenské vzducholodi, spolu s dalšími členy důstojnického sboru na palubě.

### Válka a úmrtí
Dne 28. července 1914, když Rakousko-Uhersko vyhlásilo válku Srbsku, byl von Berlepsch byl již v hodnosti kapitána se svou jednotkou zařazen k bojovému nasazení východní frontě v Haliči proti jednotkám Ruského impéria. Prostřednictvím letů vzducholodí a operováním s pozorovacími balóny prováděla jednotka zejména průzkumné úkoly.
Franz Adolf von Berlepsch zahynul, patrně při či následkem bojovém nasazení, 29. října 1914 v Racławicích poblíž Miechówa na pozdějším území Polska ve věku 38 let. Patřil vůbec k prvním obětem letecké války.
Roku 1958 byla ve Vídni na jeho počest pojmenována ulice, Berlepschgasse.